# OFC-bajnokok ligája
Az OFC-bajnokok ligája egy az OFC által megrendezett nemzetközi labdarúgókupa, melyben Óceánia legjobb csapatai vesznek részt. A kupa O-League néven is ismert. A kupában mindössze 6 csapat vett részt, a 2009–10-es kiírástól pedig már 8. A legsikeresebb klub az új-zélandi Auckland City, akik kilenc alkalommal nyerték el a trófeát. A koronavírus-járvány miatt a 2020-as tornát törölte az Óceániai Labdarúgó-szövetség.

## Az eddigi győztesek

### OFC-bajnokok ligája
| Szezon              | Győztes                       | Eredmény         | Döntős                     |
| ------------------- | ----------------------------- | ---------------- | -------------------------- |
| 2019 Részletek      | Hienghène Sport Új-Kaledónia  | 1 – 0 *          | AS Magenta Új-Kaledónia    |
| 2018 Részletek      | Team Wellington Új-Zéland     | 6-0, 4-3         | Lautoka Fidzsi-szigetek    |
| 2017 Részletek      | Auckland City Új-Zéland       | 3-0, 2-0         | Team Wellington Új-Zéland  |
| 2016 Részletek      | Auckland City Új-Zéland       | 3-0              | Team Wellington Új-Zéland  |
| 2014–2015 Részletek | Auckland City Új-Zéland       | 1 – 1(bün:4-3) * | Team Wellington Új-Zéland  |
| 2013–2014 Részletek | Auckland City Új-Zéland       | 3 – 2 *          | Amicale Vanuatu            |
| 2012–2013 Részletek | Auckland City Új-Zéland       | 2 – 1 *          | Waitakere United Új-Zéland |
| 2011–2012 Részletek | Auckland City Új-Zéland       | 3 – 1            | AS Tefana Tahiti           |
| 2010–2011 Részletek | Auckland City Új-Zéland       | 6 – 1            | Amicale Vanuatu            |
| 2009–2010 Részletek | Hekari United Pápua Új-Guinea | 4 – 2            | Waitakere United Új-Zéland |
| 2008–2009 Részletek | Auckland City Új-Zéland       | 9 – 4            | Koloale Salamon-szigetek   |
| 2007–2008 Részletek | Waitakere United Új-Zéland    | 6 – 3            | Kossa Salamon-szigetek     |
| 2007 Részletek      | Waitakere United Új-Zéland    | 2 – 2 (ilg)      | Ba Fidzsi-szigetek         |

- - A bajnoki cím egy mérkőzésen dőlt el.

### Óceániai bajnokok kupája
| Szezon              | Győztes                       | Eredmény        | Döntős                     | Helyszín                       |
| ------------------- | ----------------------------- | --------------- | -------------------------- | ------------------------------ |
| 2006 Részletek      | Auckland City FC Új-Zéland    | 3 – 1           | AS Pirae Francia Polinézia | Albany (Új-Zéland)             |
| 2004–2005 Részletek | Sydney FC Ausztrália          | 2 – 0           | AS Magenta Új-Kaledónia    | Papeete (Francia Polinézia)    |
| 2000–2001 Részletek | Wollongong Wolves Ausztrália  | 1 – 0           | Tafea FC Vanuatu           | Port Moresby (Pápua Új-Guinea) |
| 1999 Részletek      | South Melbourne FC Ausztrália | 5 – 1           | Nadi FC Fidzsi-szigetek    | Nadi/Lautoka (Fidzsi-szigetek) |
| 1987 Részletek      | Adelaide City Ausztrália      | 1 – 1 bu: 4 – 1 | Mount Wellington Új-Zéland | Adelaide (Ausztrália)          |

## Statisztika

### Legsikeresebb klubok
| Csapat                      | Győzelmek | Elvesztett döntők | Győztes évek  | Döntős évek      |
| --------------------------- | --------- | ----------------- | ------------- | ---------------- |
| Auckland City               | 2         | 0                 | 2006, 2008–09 |                  |
| Waitakere United            | 2         | 0                 | 2007, 2007–08 |                  |
| Sydney FC                   | 1         | 0                 | 2004–05       |                  |
| Wollongong Wolves           | 1         | 0                 | 2000–01       |                  |
| South Melbourne FC          | 1         | 0                 | 1999          |                  |
| Adelaide City               | 1         | 0                 | 1987          |                  |
| Hienghène Sport             | 1         | 0                 | 2018–19       |                  |
| Hekari United               | 1         | 0                 | 2009–10       |                  |
| Koloale FC Honiara          | 0         | 1                 |               | 2008–09          |
| Kossa FC                    | 0         | 1                 |               | 2007–08          |
| Ba FC                       | 0         | 1                 |               | 2007             |
| AS Pirae                    | 0         | 1                 |               | 2006             |
| AS Magenta                  | 0         | 2                 |               | 2004–05, 2018–19 |
| Tafea FC                    | 0         | 1                 |               | 2000–01          |
| Nadi FC                     | 0         | 1                 |               | 1999             |
| University-Mount Wellington | 0         | 1                 |               | 1987             |

### Országok szerint
| Ország           | Győztes évek | Vesztes évek | Győztes klubok                                                                  | Döntős klubok                        |
| ---------------- | ------------ | ------------ | ------------------------------------------------------------------------------- | ------------------------------------ |
| Ausztrália       | 4            | 0            | Adelaide City (1), South Melbourne FC (1), Wollongong Wolves (1), Sydney FC (1) |                                      |
| Új-Zéland        | 13           | 3            | Auckland City (9), Team Wellington (2), Waitakere United (2)                    | University-Mount Wellington (1)      |
| Pápua Új-Guinea  | 1            | 0            | Hekari United (1)                                                               |                                      |
| Salamon-szigetek | 0            | 2            |                                                                                 | Koloale FC Honiara (1), Kossa FC (1) |
| Új-Kaledónia     | 1            | 2            |                                                                                 | Hienghène Sport (1), AS Magenta (2)  |
| Fidzsi-szigetek  | 0            | 2            |                                                                                 | Nadi FC (1), Ba FC (1)               |
| Vanuatu          | 0            | 1            |                                                                                 | Tafea FC (1)                         |
| Tahiti           | 0            | 1            |                                                                                 | AS Pirae (1)                         |

## Lásd még
- Kupagyőztesek Óceánia-kupája

## Külső hivatkozások
- oceaniafootball.com